# Verfassung der Republik Island

Flagge Islands

Die Verfassung der Republik Island (isländisch Stjórnarskrá lýðveldisins Íslands) aus dem Jahr 1944 gibt den Rahmen für die rechtliche und politische Grundordnung Islands.

## Geschichte

### Vorgeschichte
Die älteste isländische Verfassung stammt aus dem Jahr 1874. In dieser wurde dem isländischen Parlament, dem Althing, die Gesetzgebungsgewalt gegeben, wobei der dänische König ein Veto-Recht innehatte.
Die geltende Verfassung vom 17. Juni 1944 – eingeführt mit der endgültigen Unabhängigkeit Islands von Dänemark – löste die Verfassung des Königreichs Island aus dem Jahr 1920 ab.

### Erweiterungen
Die Verfassung wurde mehrmals erweitert.
1959 wurde die proportionale Wahl in allen Wahlkreisen eingeführt. 1968 kam es zu einer Herabsetzung des Wahlalters von 21 auf 20 Jahre; 1984 wurde das Alter auf 18 Jahre gesenkt und die Anzahl der Sitze des Althing von 60 auf 63 erhöht. Im Zuge der Änderungen von 1991 wurde in Island ein Einkammersystem eingeführt, welches das bisherige Zweikammersystem ablöste.

### Erarbeitung einer neuen Verfassung
In Folge der Finanzkrise und dem Beinahe-Bankrott des Staates wurde eine Neufassung der isländischen Verfassung ausgearbeitet. Die Ausarbeitung erfolgte durch 25 gewählte Vertreter, die im Konsens einen Entwurf im Crowdsourcing-Verfahren, also unter direkter Mitsprache des Volkes, erstellten. Ziele des Prozesses waren unter anderem die Transparenz der Verwaltungs- und Gesetzgebungsprozesse zu erhöhen und Politiker stärker zu kontrollieren.
Der offizielle Entwurf wurde am 29. Juli 2011 an das Althingi, unter einer neuen Regierung, übergeben. Im Oktober ergab eine konsultative Volksabstimmung eine Zweidrittelmehrheit, dass dieser Entwurf zur Basis der neuen Verfassung des Landes gemacht werden sollte. Das bisherige isländische Verfassungsrecht sieht allerdings vor, dass die neue Verfassung durch das Parlament bestätigt wird. Die konservative Opposition unter der Unabhängigkeitspartei (welche die vorherige Regierung stellte) war jedoch gegen die neue Verfassung und blockierte den Prozess, schlussendlich einigte sie sich mit der Regierung darauf, die neue Verfassung nicht einzusetzen.

## Inhalt
Die stark an das Grundgesetz Dänemarks angelehnte Verfassung
ist in sieben Abschnitte gegliedert und umfasst 81 Artikel.
In Artikel 1 ist festgelegt, dass Island eine parlamentarische Republik ist.